# Piedra ogam de Silchester

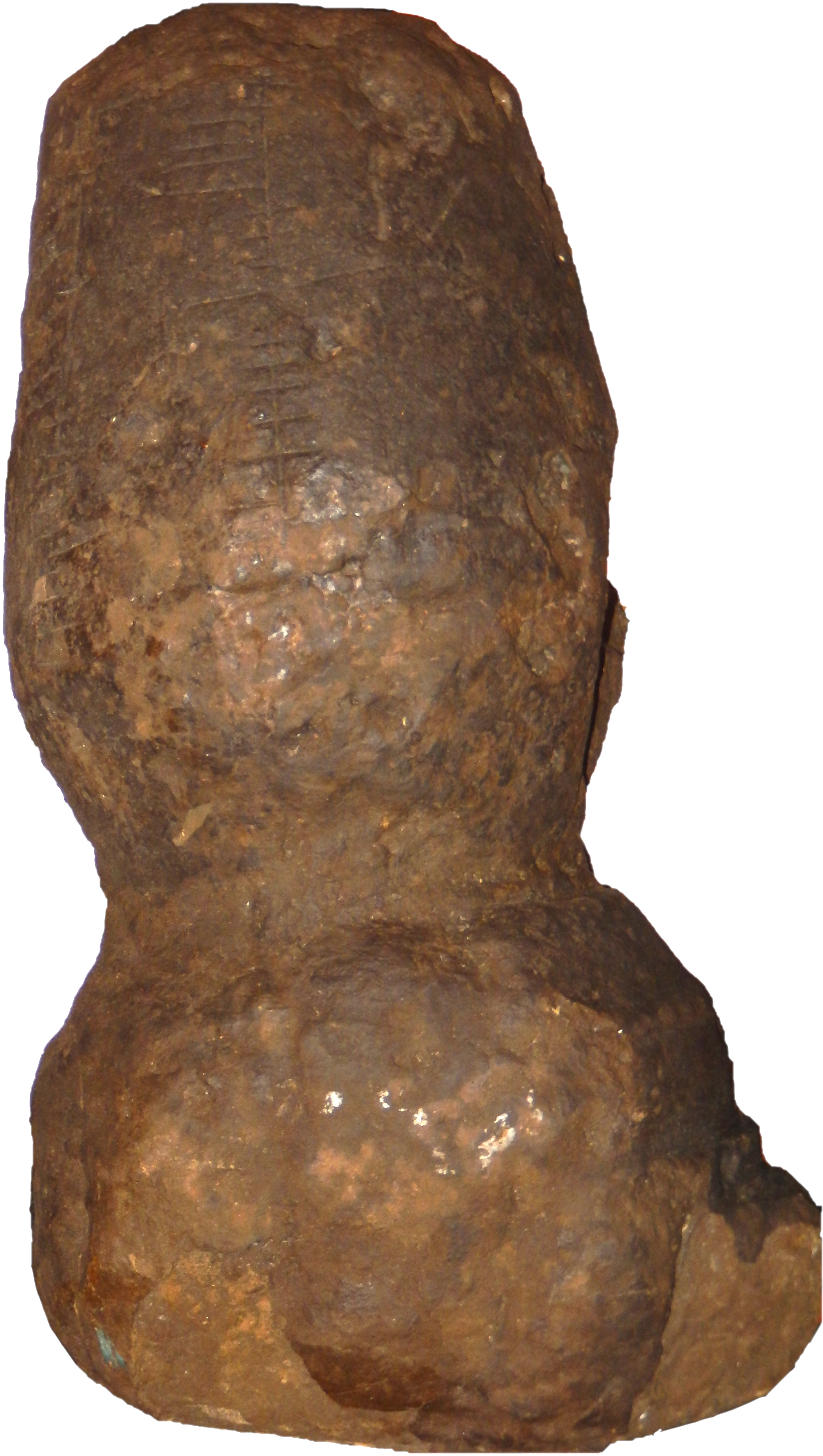
La piedra ogam de Silchester.

La piedra ogam de Silchester es una piedra-pilar descubierta en la ciudad romana de Calleva Atrebatum en Silchester, Hampshire, durante unas excavaciones realizadas en 1893. Hasta ahora sigue siendo la única de su tipo encontrada en Inglaterra, y la única inscripción ogam en Inglaterra al este de Cornualles y Devon. La piedra se conserva en un almacén del Museo de Reading, en Reading (Berkshire).

## Antecedentes
La piedra-pilar fue encontrada boca abajo a unos cinco o seis pies bajo la superficie, aparentemente en el fondo de un antiguo pozo. Debajo había una vasija de metal blanco o estaño «de forma peculiar», aplastada por ella. Las investigaciones posteriores revelaron una inscripción ogam en el pilar. Según Amanda Clarke y Michael Fulford, de la Universidad de Reading:

La importancia del hallazgo como ejemplo aislado de ogam a cierta distancia de la principal distribución británica en Devon y Cornualles y al oeste del río Severn fue ciertamente apreciada en el momento del descubrimiento. John Rhys informó sobre la piedra y su inscripción por separado del relato de la propia excavación en el año del descubrimiento. Su lectura, EBICATO[S]/[MAQ]I MUCO[I--], «de Ebicatus, hijo de la tribu de», ha sido aceptada hasta ahora.

Rhys señaló que el marcador de piedra arenisca estaba «rudamente tallado en lo que me parece una forma fálica», aunque la parte superior estaba rota y faltaba. Lo que quedaba «puede describirse como el un cono truncado, por debajo del cual la piedra se estrecha mucho y luego se ensancha en una base moldeada». La inscripción consta de dos líneas que comienzan en la parte más ancha del cono, en su base.

## Datación

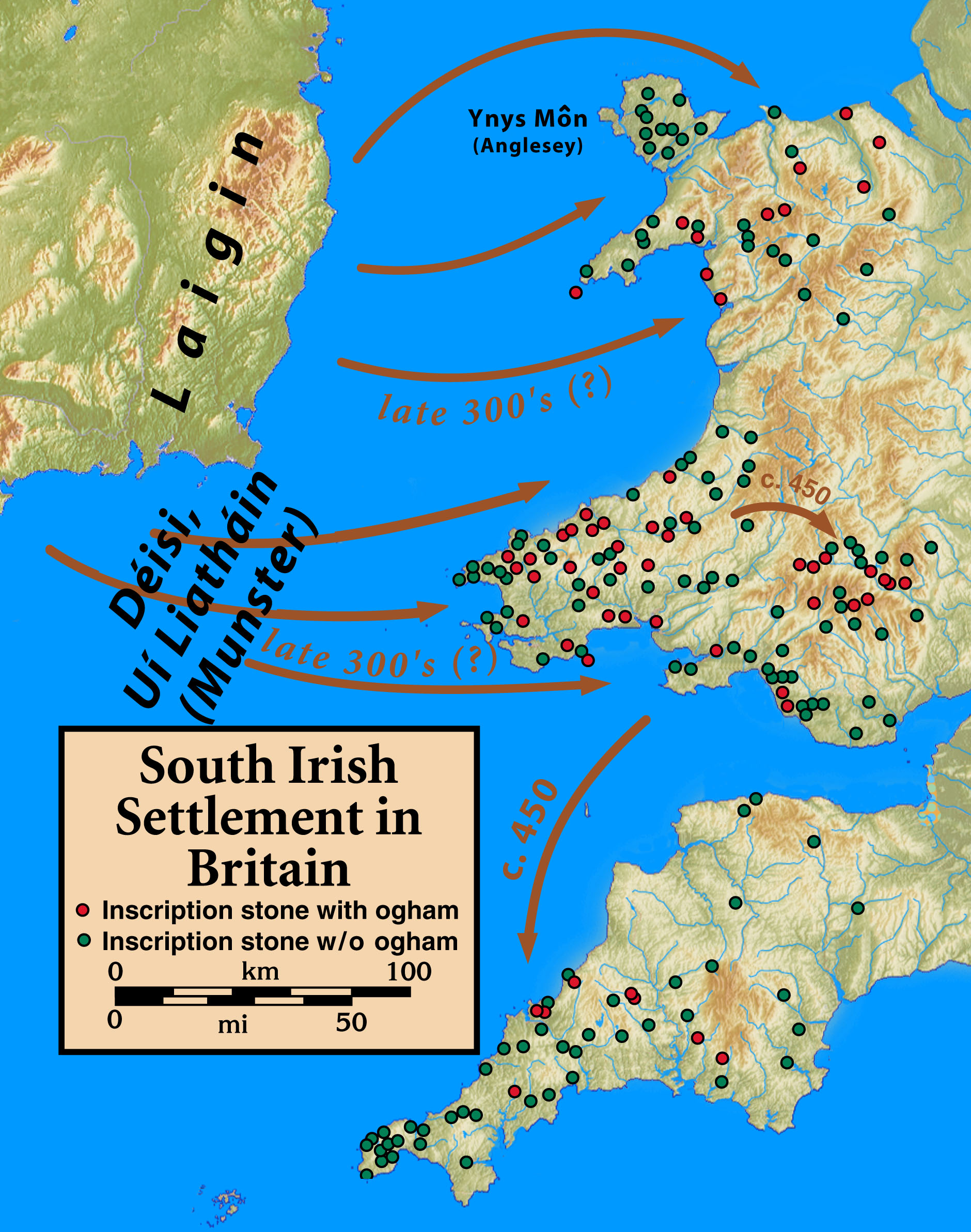
Mapa de la migración irlandesa a Gran Bretaña.

La vasija de peltre, una vez reconstruida, resultó ser «una simple jarra bicónica similar a otros pocos ejemplos encontrados en el sur de Gran Bretaña que pueden fecharse, en líneas generales, en el siglo IV y no antes de finales del siglo III». La versión más reciente de la traducción de la piedra es «[Algo] de Tebicatus, hijo de la tribu de N». La palabra que falta puede ser «memorial» o, menos probable, «tierra», si la piedra era un marcador territorial en lugar de un marcador de tumba. J. A. Baird sostiene que tanto las pruebas arqueológicas como las lingüísticas sugieren que la piedra pertenece a «las primeras fases de la escritura ogam», que surge con el contacto entre el latín tardío romano y el irlandés antiguo.

Sobre la base de las pruebas existentes, la Universidad de Reading afirma que la «inscripción se ha interpretado como un epitafio y se ha fechado de forma diversa en los siglos V y VI». Baird afirma que «bien podría datar de finales del siglo IV o del siglo V». Esto la convertiría en «una de las primeras piedras ogam de cualquier lugar».

## Significado
La inscripción fue creada durante la Britania posromana, un periodo de intenso contacto intercultural entre Gran Bretaña e Irlanda en la época de las invasiones anglosajonas. La mayoría de las inscripciones ogam están presentes en las fortalezas británicas de Cornualles, Devon y Gales. La inscripción de Silchester se encuentra en Hampshire -al este de Devon- y se presume que es obra de colonos irlandeses que ocuparon tierras más al este que otros emigrantes irlandeses conocidos. La tradición de la expulsión de los Déisi y su migración desde Irlanda puede estar relacionada con este patrón de asentamiento e integración cultural británico-irlandesa.